# Toxorhina superstes
Toxorhina superstes är en tvåvingeart som beskrevs av Alexander 1942. Toxorhina superstes ingår i släktet Toxorhina och familjen småharkrankar.
Artens utbredningsområde är Peru. Inga underarter finns listade i Catalogue of Life.